# 子 (人名)
子（こ）は、古代から現在に至るまで、日本人の個人名によく使われてきた接尾辞である。上古を除き、女性名に使われる。時代や場合によっては、名の一部ではなく女性への敬称ともされた。中国でも若干の記録がある。
なお、「子」で終わる個人名を「子型」と呼ぶこととする。

## 日本

### 古代時代
『日本書紀』の時代には、小野妹子、蘇我馬子、中臣鎌子（鎌足）、阿部鳥子など、主に男性に子型の名が付いた。
文献に残る最古の女性の子型は、『日本書紀』景行4年の「兄遠子」である。当時の「子（コ）」は、「ヒメ」「イラツメ」「トベ」「キミ」と同様に、上・中流女性の実名または字（あざな）の後につける尊称だった。
古くは、接尾辞「コ」を「子」ではなく「古」と書くこともあった。

### 平安時代から鎌倉時代

#### 子型の広まり
平安時代初期、嵯峨天皇が、皇女への命名法を改めた。従来は乳母にちなんで名づけていたのを改め、佳字1字に「子」を付けた「○子」という子型の名を内親王に与えた。なおこれに対し、臣籍降下した皇女には姫型の名（○姫）を与えた。内親王へ子型の名を与える慣例は、現代にいたるまで続いている。
これをきっかけに平安時代以降、子型の女性名が貴族社会に広まり、平安後期には記録に残る全ての貴族の女性名が子型となるほどだった。
ただし、ここで言う子型の名とは、諱（実名）である。これは男性の元服に相当する裳着の時につけられる名で、幼少の頃は童名で呼ばれた。裳著の後も、当時は女性への実名敬避が強かったため、公文書を別にすれば、実際に子型の諱で呼ばれることはまずなく、さまざまな子型以外の名で呼ばれた。
子型の名は貴族だけだったとする記述もあるが、誤りである。実際には、貴族にやや遅れたものの、平民の間にも子型の名は広まった。ただし貴族と異なり、子型はいくつかある女性名の類型の1つにすぎなかった。

#### 類型
貴族社会での子型の名の語幹（「○子」の「○」）は、ほとんどが漢字1文字で仮名2音の訓読みだった。初期には若干の万葉仮名風の2文字2音の名もあった。
語幹の漢字にはいくつかの類型があった:
- 父の偏諱（かたいみな）。つまり、父の諱に使われた漢字2文字を、長女と次女に与える。三女以降は、祖父などの偏諱を与えるか、他の方法で選んだ[7]。
- 学者（陰陽師・儒家など）に選ばせた字。難字が多い。
- 公家読み。漢字としては平易だが、漢字本来の訓とは無関係な難読をする。

### 室町時代から江戸時代
室町時代になり貴族社会が混乱すると、女性の裳着は行われなくなり、裳着と共に実名を与えることもなくなった。実名は、叙位・任官されるような時に付けられる特別な名となった。
これにより、女性の実名を子型とする風習は続いたものの、実名自体が希となり、ほとんどの女性は子型の名を持たなくなった。
その一方で、室町時代には従来の「漢字1文字の訓読み+子」という制約から離れた、「徳子（とくこ）」「茶子（ちゃこ）」のような「音読み+子」という名も現れた。なおこの時代「阿子（あこ）」という女性名も現れたが、これは「我が子」を意味する童名が通称となった名で、語源的には「音読み+子」ではない。
子型の実名に変わって使われるようになった女性名は、公家や大名では「姫」で終わる名、庶民では2音（仮名で2文字、拗音を含むときは3文字）の名となった。

### 明治
1872年（明治5年）に壬申戸籍が作られると、再び女性に実名が与えられるようになった。華族（かつての公家や大名）は従来の女性名接尾辞「姫」を「子」に変えて実名とし戸籍に登録した。明治に編纂された史料の中には、戸籍以前に没した女性にまでさかのぼって「姫」を「子」に直したものもある。
明治半ばからは、庶民の間にも、従来の2音の名に「子」を付けた、3音の子型の名が広まった。当初は、本名に「子」がなくても通称として「子」を付けることもあった（ただしすでに本名に「子」があったら二重には付けない）。
当初は、この「子」は女性の名につける敬称とみなされていたようである。
1900年、小泉八雲は『影 (Shadowings)』の一節「Japanese Female Names」で、上流階級で敬称として従来の「お○○」の代わりに「○○子」が使われるようになったが、自称としては使わないとしている。またこの文章では、「東京のある新聞紙」が1889年に、芸者が「子」を使うことを禁止せよと主張したとしている（逆に言えば、芸者が「子」を使っていた証左となる）が、実際の紙名など詳細は不明である。
その一方で、子を敬称に限らず使おうとする意見もあった。
1899年、大口鯛二が『女学講義』に寄せた「婦人の名に付くる〈子〉の字の説」で、「子」が貴人の名に使われることから「子」は尊称と思われるかもしれないが、そのようなことはなく、上下貴賎・自称他称を問わず使っていいとしている。
1905年には下中弥三郎が『婦女新聞』に寄せた「婦人の名に就いて」で、女性の名前には、本名に関わらず、また自称・他称に関わらず、「子」を付けることと、加えて、これから生まれる女性には必ず子型の名を付けることを提案している。

### 大正から昭和
調査によって時期に若干の差はあるが、子型の女性名の比率は明治末期から昭和初期にかけ大きく伸び、第二次世界大戦を挟んだ1930年代から1940年代に80%超のピークとなったのち、減少に転じた。
明治安田生命により毎年調査されている名前ランキングでは、女性名では1913年から1964年まで連続して子型が1位だったが、1965年からは他の名が混ざり、1982年が子型の1位の最後となっている。1986年 - 1991年は上位10位から子型の名前が消えている。

### 昭和末期から平成・令和
昭和末期から平成→令和に入っても、引き続き子型の女性名の衰退は続いているが、平成及び令和でも下記の通り上位10位に子型がランクインされている。
- 「桃子」 - 1992年（平成4年）と1996年（平成8年）に8位に、1994年（平成6年）と1995年（平成7年）に9位[14]
- 「菜々子」 - 1999年（平成11年）に6位[14]
- 「莉子」 - 2010年（平成22年）に2位、2017年（平成29年）に4位、2002年（平成14年）と2011年（平成23年）、2016年（平成28年）にそれぞれ5位、2019年（平成31年/令和元年）と2020年（令和2年）に6位、2022年（令和4年）に9位、2018年（平成30年）と2021年（令和3年）に10位[14]

## 中国
古代中国では、男性への敬称として使われた。老子・孔子・孫子・墨子・孟子・荘子・荀子・韓非子などがある。
宋代の荘綽による書『鶏肋編』には、燕山（北京）では
との記述がある。